# Паметник костница (Велес)
Вижте пояснителната страница за други значения на Паметник костница.
Паметникът костница (на македонска литературна норма: Спомен-костурница) е мемориален комплекс с изглед към река Вардар в близост до град Велес, Северна Македония. В костницата са останките на партизани от комунистическата съпротива и цивилни жертви. Строена е между 1979 и 1980 година.

## Общи данни
Паметникът е изпълнен като стилизирана германска каска, разделена на 4 части Изградена е от армиран бетон, в която има освен останките и скулптури и музей с изложба и документи за периода 1941 – 1945 година. По стените е наредена композиция от мозайка, която представя мотиви от комунистическата съпротива.
Архитект на костницата е Саво Суботин, скулптор е Любомир Денович, а художник е Петър Мазев (1979 – 1980).